# تای کیوی
تای کیوی (به چینی: 郑可为) (متولد ۱۸ اوت ۱۹۸۳) یک خواننده و ترانه‌سرا سنگاپوری است. او آهنگ‌هایی به زبان انگلیسی، چینی و ژاپنی منتشر کرده‌است.